# Tau1 Arietis
Tau1 Arietis (61 Arietis) é uma estrela tripla na direção da constelação de Aries. Possui uma ascensão reta de 03h 21m 13.61s e uma declinação de +21° 08′ 49.7″. Sua magnitude aparente é igual a 5.27. Considerando sua distância de 462 anos-luz em relação à Terra, sua magnitude absoluta é igual a −0.49. Pertence à classe espectral B5IV. É uma estrela variável β Lyrae e é um sistema estelar triplo eclipsante..